# بوبي كوك (لاعب كرة سلة)
بوبي كوك (بالإنجليزية: Bobby Cook)‏ (و. 1923 – 2004 م) هو لاعب كرة سلة، ولاعب كرة قاعدة، ومدرب كرة سلة أمريكي، ولد في هارفارد (إلينوي)، مركز لعبه هو هجوم خلفي، توفي في مقاطعة ميلووكي، عن عمر يناهز 81 عاماً.

## التعليم
تعلم في جامعة ويسكونسن-ماديسون
.

## روابط خارجية
- بوبي كوك على موقع إن بي أي (الإنجليزية)
- بوبي كوك على موقع سبورتس رفرنس (الإنجليزية)
- بوبي كوك على موقع كلية كرة السلة في سبورتس رفرنس.كوم (الإنجليزية)
- بوبي كوك على موقع ريلجم (الإنجليزية)
- بوبي كوك على موقع بروبوليرز (الإنجليزية)
- بوبي كوك على موقع سبورتس رفرنس (الإنجليزية)